# 胡卫东
胡卫东（1970年1月3日—）是江苏徐州人，中国篮球运动员；身高1.98米，司职得分后卫，战袍号码为8号。在中国篮坛号称「中国乔丹」。

## 职业生涯
胡卫东1985年加入江苏省青年队，1987年加入国家青年队，1991年至2002年在中国国家队服役；他弹跳力好、技巧全面，除了最為人们所稱道的远投能力外，在進攻觀察以及傳球能力方面，也是中國、甚至全亞洲男籃球员的佼佼者。1999年，还荣获亚洲最有价值球员的称号。
1998年，达拉斯小牛队通过对胡卫东的长期观察，决定提供给胡卫东正式的NBA十天合同，但是胡卫东未能成行，2000年3月17日，奥兰多魔术队传真，希望胡卫东签一个10天合同，因为伤病，胡卫东再次错过机会。 2005年8月1日，“中国乔丹圆梦NBA”仪式在北京朝阳公园进行，小牛前总裁兼主教练老尼尔森向已经退役的胡卫东赠送了小牛队的球衣。
在中國國內聯賽部份，胡衛東是1990年代的代表性人物；曾两度获得中國男子籃球職業聯賽（CBA）最有价值球员、抢断王、助攻王，以及三度获得得分王、三分球王。

## 教练生涯
2004年至2005年胡卫东以球员身份兼任江苏南钢龙篮球队主教练，2005年胡卫东正式退役并担任球队主教练直至2008年。
2011年12月21日，由于球队战绩不佳，江苏南钢龙篮球队火线换帅，由之前担任教练组第一助理教练的胡卫东重新出任主教练一职，但这并没有改变江苏南钢的命运，最后球队创历史的排名联赛垫底，客场甚至遭到全败，胡卫东被迫下课。
2013年，胡卫东确定出任江苏省篮球队主教练备战辽宁全运会，而并非是时任江苏南钢的主教练邱大宗。

## 个人荣誉
- 1999年 亚洲最有价值球员
- 1999年 被选为新中国篮球运动50杰之一
- 两届CBA最有价值球员
- 三届CBA得分王、三分王
- 两届CBA抢断王、助攻王
- 六届江苏省十佳运动员